# کندبیل
کَندَبیل (به ترکی آذربایجانی: Kəndəbil) یک منطقهٔ مسکونی در جمهوری آذربایجان است که در شهرستان زردآب واقع شده‌است. کندبیل ۷۸۶ نفر جمعیت دارد.
بیل واژه‌ای فارسی و در حالت پسوند به معنای شهر و سکونتگاه است مانند اردبیل (شهر ارد)، شورابیل (شهر شور) و غیره. کندبیل نیز به معنی سکونتگاه در محل کنده‌شده است.